# Frances Hesselbein
Frances Hesselbein, née le 1er novembre 1915 à Johnstown (Pennsylvanie) et morte le 11 décembre 2022 à Easton (Pennsylvanie), est une femme d'affaires américaine, présidente de l'organisation scoute Girl Scouts of the United States of America de 1976 à 1990 et présidente de l'Institut de leadership Frances Hesselbein (Frances Hesselbein Leadership Institute),. Elle est récipiendaire de la médaille présidentielle de la liberté.

## Biographie
En 1936, Frances Hesselbein sort diplômée de l'université de Pittsburg (college Johnstown Junior).
Entre 1965 et 1976, elle gravit les échelons au sein du mouvement scout Girl Scouts of the United States of America jusqu'à en prendre la direction les treize années suivantes jusqu'en 1990. Durant son mandat, cette organisation atteint 2,25 millions d'adhérentes avec environ 780 000 membres actifs, la plupart volontaires,.
En 1990, Frances Hesselbein quitte l'organisation pour diriger la fondation Peter F. Drucker pour un management non lucratif qui sera renommée après le décès de Drucker en 2005 l'Institut de leadership Frances Hesselbein (Frances Hesselbein Leadership Institute) en 2012.
Frances Hesselbein est co-éditrice de 27 livres publiés dans 29 langues et l'auteure de Hesselbein on Leadership and My Life in Leadership. Elle a aussi participé à la création de l'Académie Hesselbein pour le leadership étudiant et l'engagement civique (Hesselbein Global Academy for Student Leadership and Civic Engagement) à l'université de Pittsburgh,.

## Distinctions et récompenses
- Médaille présidentielle de la Liberté (pour son travail au sein des Girl Scouts of the USA[10])
- Prix d'honneur Pitt (Pitt Legacy Laureate) de l'université de Pittsburgh en 2000[11],[5]

Frances Hesselbein reçoit en outre 23 doctorats honoris causa.

## Ouvrages
- Frances Hesselbein, préface de Jim Collins, My Life in Leadership, 2011
- Frances Hesselbein et le général Eric K. Shinseki, retraité de l'United States Army, Be, Know, Do: Leadership the Army Way, 2004
- Frances Hesselbein, préface de Jim Collins, Hesselbein on Leadership, 2002